# Пандзин
Пандзин е град в провинция Ляонин, Североизточен Китай. Общото население на целия административен район, който включва и града, е 1 392 493 жители, а градската част е с 566 046 жители (2003 г.). 95,17% от населението са хански китайци. Общата площ на целия административен район е 4071 кв. км. Намира се в часова зона UTC+8. Телефонният код е 427. Има 4 сезона със средна годишна температура от 8,6 градуса.

## Побратимени градове
- Билингс (САЩ)
- Тихуана (Мексико)